# Skandal in Ischl
Skandal in Ischl ist ein österreichischer Spielfilm aus dem Jahr 1957 von Rolf Thiele mit O. W. Fischer und Elisabeth Müller in den Hauptrollen und Ivan Desny, Nina Sandt, Doris Kirchner, Harry Meyen und Michael Ande in tragenden Rollen. Das Drehbuch des Films basiert auf Hermann Bahrs Lustspiel Der Meister.

## Handlung
Dr. Franz Duhr ist vor dem Ersten Weltkrieg Modearzt im österreichischen Kurort Bad Ischl. Im Sommer 1910, die Ankunft eines Mitglieds der kaiserlichen Familie wird in Ischl erwartet, gerät Duhr ins Gerede. Er soll dem jungen Dienstmädchen Therese Holzapfel nach einem Selbstmordversuch zu einem Schwangerschaftsabbruch verholfen haben. Duhr lässt sich vom Getuschel der Ischler High-Society nicht irritieren und denkt nicht daran, die wahren Hintergründe der Geschichte offenzulegen, obwohl er zusehends Patienten verliert. Seine Frau Viola hält tapfer zu ihm. Mit dem Geld des Großwildjägers Graf Vanin, eines Freundes der Familie, eröffnet Duhr ein Heim für ledige Mütter: ein Affront für die Gesellschaft von Bad Ischl.
Das Blatt wendet sich, als Duhr den siebenjährigen Urenkel der Erzherzogin Marie-Antoinette, Prinz Franz, von einem langwierigen Leiden befreit. Er wird geehrt und zum Professor ernannt. Nun stellt sich heraus, dass Duhr das Kind des Dienstmädchens nicht abgetrieben, sondern im Gegenteil die junge Mutter finanziell unterstützt, in andere Stellung nach Salzburg vermittelt und überredet hat, das Kind auf die Welt zu bringen.
Während Dr. Duhr wieder zu einem anerkannten Bürger wird, trifft die Geheimniskrämerei seine Frau schwer. Sie hat alle Schmähungen erhobenen Hauptes ertragen und fühlt sich jetzt von ihrem Mann hintergangen. Sie trifft sich mit Graf Vanin; das Zimmer gerät in Brand und in einer dramatischen Rettungsaktion werden sie und der Graf aus der Feuerfalle befreit. Die Situation kompromittiert sie und sie verlässt das gemeinsame Haus und den Gatten. Am Bahnhof von Bad Ischl kommt es zur Versöhnung der Eheleute. Duhr sieht seine Arroganz ein und verspricht Besserung. Graf Vanin verlässt Ischl, um in Indien auf die Jagd zu gehen.

## Produktion, Veröffentlichung
Der von der Vienna-Film Produktion Otto Dürer (Wien) im Zeitraum 13. August bis 15. September 1957 in Bad Ischl und im Bergland-Filmatelier in Wels in Österreich gedrehte Film hatte in der Bundesrepublik Deutschland am 3. Dezember 1957 Premiere. Die Uraufführung des Films fand am selben Tag in Wien statt. Der allgemeine Kinostart in Deutschland erfolgte am 13. Dezember 1957 im Burgtheater in Düsseldorf und im Biberbau in Frankfurt am Main. Im deutschen Fernsehen wurde der Film erstmals am 25. Oktober 1964 im Programm der ARD ausgestrahlt.
In den Niederlanden wurde der Film am 12. Februar 1959 veröffentlicht, in Dänemark am 24. April 1959, in Madrid in Spanien am 12. Dezember 1960 und im spanischen Barcelona am 2. April 1961. Veröffentlicht wurde der Film zudem in Portugal. Sein internationaler Titel lautet Scandal in Bad Ischl.  
Der Film wurde am 13. April 2018 von filmjuwelen innerhalb deren Reihe „Juwelen der Filmgeschichte“ auf DVD herausgegeben.

## Kritiken
Im Spiegel wurde Regisseur Rolf Thiele für mangelnden Mut kritisiert; er habe „die lässige Selbstironie altösterreichischer Gesellschaftsblödeleien“ der Vorlage von Hermann Bahr in ein „postkartenbuntes Volksstück“ umgewandelt. Zudem kritisierte man den „penetrant erklärenden Monolog“ O. W. Fischers. Das Lexikon des internationalen Films sah dagegen „ein mit Charme und ironischem Unterton entwickeltes, liebevoll stilisiertes Gesellschaftsbild.“ Martin Prucha lobte in Reclams Lexikon des deutschen Films (1995) „die schlagfertigen und originell plazierten Dialoge“ sowie Thieles „souveräne Fertigkeit in der Kunst visueller Pointierung“.